# Pukki (ö i Norra Savolax, Kuopio, lat 63,01, long 27,86)
Pukki är en ö i Finland. Den ligger i sjön Juurusvesi och Akonvesi och i kommunen Siilinjärvi i den ekonomiska regionen  Kuopio ekonomiska region  och landskapet Norra Savolax, i den centrala delen av landet, 300 km nordost om huvudstaden Helsingfors. Öns area är 2,7 hektar och dess största längd är 250 meter i sydöst-nordvästlig riktning.